# Cratere Högni
Högni è un cratere sulla superficie di Callisto.